# Isabel Larguía
Isabel Larguía (Rosario, Argentina, 1932–Buenos Aires, 14 de febrero de 1997) es una teórica feminista marxista y documentalista argentina, que entre los años sesenta y ochenta residió y desarrolló su trabajo en Cuba. Junto a su pareja, el teórico estadounidense John Dumoulin, desarrollaron una teoría del trabajo doméstico y reproductivo que se anticipó a las teorías de autoras europeas como Christine Delphy.

## Trayectoria

### Inicios y cine
Nacida en Rosario en una familia de terratenientes, en su adolescencia se mudó a Buenos Aires para estudiar y se afincó en la ciudad, afiliándose posteriormente al Partido Comunista. Larguía se interesó por el cine, y en 1956 se mudó a París y logró enrolarse en la escuela cinematográfica IDHEC, tras las dificultades iniciales para hacerlo por ser mujer. En este sentido, ya había tenido contacto con el activismo feminista a través de su tía Susana Larguía, una activista sufragista que en 1936 fundó junto a Victoria Ocampo y a María Rosa Oliver la Unión Argentina de Mujeres (UAM).
En París entró en contacto con el cineasta Joris Ivens, quien la propuso para una beca de camarografía de guerra en la RDA. Con la invasión de la bahía de Cochinos en 1961, fue enviada para grabar el acontecimiento, si bien la rebelión ya había finalizado cuando llegó. El nuevo clima revolucionario la hizo decidir quedarse en la isla, colaborando con el ICAIC y conociendo a su pareja afectiva e intelectual por tres décadas, el teórico estadounidense John Dumoulin.En 1967 y 1968 viajó como documentalista con los guerrilleros cubanos que apoyaban la independencia de Guinea Bissau, y posteriormente grabó en el Congo, Nicaragua y Angola. También trabajó como realizadora para La fílmica del Ministerio de Fuerzas Armadas cubano y el ICRT, filmando las peticiones de asilo en la embajada de Perú y el éxodo del Mariel en 1980.

### Obra teórica
En 1969 Larguía y Dumoulin comenzaron a investigar sobre la situación de la mujer en Cuba desde la perspectiva de las ciencias sociales marxistas y el feminismo. Esto cristalizó en el ensayo «Por un feminismo científico», que circuló de forma manuscrita hasta su publicación en 1971 como Hacia una ciencia de la liberación de la mujer. Esta se publicó inicialmente como parte de un dossier en París junto a textos de otras autoras feministas, para después editarse en inglés y en versión adaptada en Casa de las Américas en 1973. En 1975 se publicó una versión ampliada en Anagrama, y en 1983 en la Editorial de Ciencias Sociales de La Habana.
Su obra buscaba realizar un análisis de la explotación de la mujer y trazar estrategias de liberación de la misma, cuestionando no solo teorías marxistas ortodoxas sino también los procesos revolucionarios en Cuba y otros lugares de los que estaban siendo testigos. En este sentido, recurre a una perspectiva materialista para señalar la importancia de la división sexual del trabajo (entre productivo y reproductivo) en el sistema capitalista, y como ello lleva a la invisibilización del trabajo doméstico desempeñado mayoritariamente por las mujeres.Larguía y Dumoulin abogan por una sociedad sin clases como la única forma de liberarse de la alienación, y para ello consideran necesario abandonar la mayoría de marcadores de feminidad. El académico Héctor Amaya ha criticado no obstante la ausencia de crítica en su teoría a los marcadores de masculinidad por estar igualmente vinculados al capitalismo.
Las aportaciones teóricas de Larguía y Dumoulin fueron recuperadas por la obra Desde la Cuba revolucionaria: Feminismo y marxismo en la obra de Isabel Larguía y John Dumoulin, de los investigadores Mabel Bellucci y Emmanuel Theumer, editada en abierto por CLACSO en 2018.

## Libros
- Las mujeres dicen basta (con Mirta Henault y Peggy Morton) (1973).
- Hacia una ciencia de la liberación de la mujer (con John Dumoulin) (1973, 1975, 1976, 1983).
- La mujer en los medios audiovisuales (1982).
- La mujer en el desarrollo: estrategia y experiencias de la revolución cubana (con John Dumoulin) (1983).
- La mujer nueva: teoría y práctica de su emancipación (con John Dumoulin) (1988).